# Marvin Martin
Pour les articles homonymes, voir Martin.
Marvin Martin, né le 10 janvier 1988 à Paris, est un footballeur international français qui évolue au poste de milieu offensif au Hyères FC.
En équipe de France, il compte quinze sélections pour deux buts et participe à l'Euro 2012. 

## Biographie

### Débuts footballistiques
Il débute au CA Paris, le club de son quartier d'origine dans le 14e arrondissement de Paris (Porte de Vanves). Puis il poursuit sa progression au SM Montrouge en Poussins 2 lors de la saison 1996-1997. Durant ses cinq années passées à Montrouge, Marvin progresse énormément et s’illustre déjà en Benjamins en jouant la Finale régionale avec entre autres Hatem Ben Arfa et Flavien Belson.
L’année suivante, Marvin et sa bande accèdent à la finale de la Coupe de Paris 13 ans contre le PSG. Les jeunes pousses manquent de réalisme et laissent la victoire à l’adversaire. Ce n’est que partie remise, ils gagneront la Coupe de Paris la saison suivante avec notamment un but extraordinaire d’un autre jeune, Dominique Malonga, qui partira à Monaco, puis à Turin.
Conscient de son potentiel, son entourage décide de l'emmener participer aux sélections de Clairefontaine. Tout se passe comme il le faut pour Marvin sauf lors de l'ultime passage de tests radiologiques. Sa courbe de croissance étant trop faible et jugée pas assez importante pour devenir footballeur professionnel, Marvin est donc recalé… « J’étais arrivé au dernier tour des sélections. Et puis, il y a eu cette radio du poignet. Et je n’ai pas été pris », raconte-t-il.

### Carrière en club

#### FC Sochaux-Montbéliard (2002-2012)
À l'âge de 15 ans, il intègre pour la saison 2002/2003 le centre de formation du FC Sochaux. Il remporte la coupe Gambardella avec l'équipe des jeunes de Sochaux en 2007. Il signe son premier contrat pro à l'été 2008 et fait ses débuts en Ligue 1 le 30 août 2008 au Stade Vélodrome en entrant à la 68e minute du match Marseille-Sochaux.
Le 11 novembre 2008, il reçoit sa première sélection avec l'équipe de France espoirs lors d'un match contre le Danemark.
Le 13 mai 2009, lors de la 35e journée, il marque son premier but en Ligue 1 contre l'AS Monaco au Stade Auguste-Bonal.
Il s'impose petit à petit comme le leader technique de l'entre-jeu sochalien après le départ de Stéphane Dalmat pour le Stade Rennais. Marvin Martin termine meilleur passeur du championnat de France (17 passes décisives) et fait ainsi partie des meilleurs européens dans ce domaine, à 2 unités seulement de Messi et Nani (19 passes) lors de la saison 2010/2011.
De plus cette même saison il marque l'un des plus beaux buts de L1 à domicile contre Nice (4-0).
En janvier 2011, il est élu joueur du mois de Ligue 1.
Il est nommé aux Trophées UNFP du football 2010/2011 dans la catégorie « Espoir du football français » (trophée remporté par Mamadou Sakho).
Il prolonge son contrat en 2011 et devient le salaire le plus élevé du club (60 à 70.000 euros mensuel).

#### Lille OSC (2012-2017)

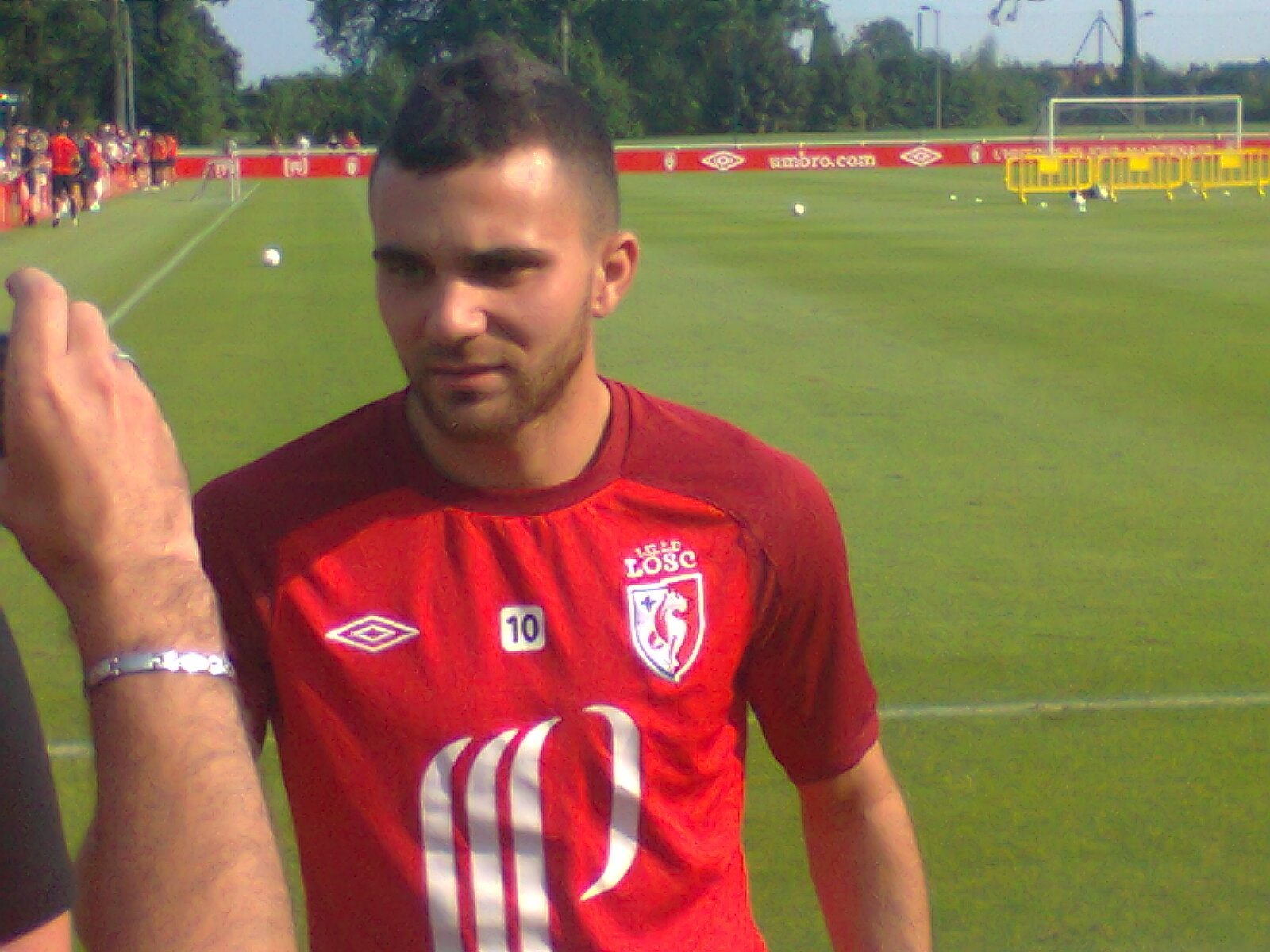
Marvin Martin au Lille OSC.

Le 20 juin 2012, Martin signe un contrat de cinq ans en faveur du Lille OSC, pour pallier notamment le départ d'Eden Hazard à Chelsea. Il triple son salaire, passant à plus de 180.000 euros mensuel.
Le 10 mai 2014, il reçoit son premier carton rouge après un violent tacle sur la cheville de Yohan Cabaye lors de la rencontre entre Lille et Paris pour la 37e journée de Ligue 1 (1-3).
À l'été 2014, il prolonge son contrat à Lille jusqu'en 2019. Ses émoluments restent identiques mais étalés sur 2 ans de plus, soit 100.000 euros mensuels.
Après une nouvelle saison compliquée, l'arrivée d'Hervé Renard à l'été 2015 sonne comme un espoir de relance pour Marvin Martin. Mais Hervé Renard se fait licencier dès novembre. Son successeur le sort rapidement de l'équipe, sonnant le glas des espoirs de son retour au premier plan.
À la fin de la saison 2015-2016, alors que le joueur est en difficultés pour s'imposer, l'entraineur Frédéric Antonetti déclare que le joueur doit trouver un autre environnement, car il ne peut plus être relancé à Lille.
Le 11 août 2017, il résilie son contrat avec le Lille OSC.

#### Dijon (2016-2017)
Le 13 juillet 2016, il est prêté pour un an à Dijon, promu en Ligue 1, où il retrouve Florent Balmont lui aussi parti du Nord.
Le club bourguignon ne peut lui verser que 50.000 euros par mois, le LOSC continue donc de le payer.
Sa saison n'est guère plus brillante que la précédente, il est de retour vers le club nordiste en fin de saison.

#### Stade de Reims (2017-2019)
Libre, le 14 août 2017, il s'engage avec le Stade de Reims, évoluant en Ligue 2, pour un an plus deux ans en option. Il touche moins de 10.000 euros par mois. Il fait ses débuts dans son nouveau club le 26 août 2017 en rentrant en fin de match lors de la rencontre opposant Reims à Lorient pour le compte de la cinquième journée de Ligue 2 (défaite par 2 buts à 1). Marvin Martin connaîtra sa première titularisation lors de la sixième journée face à Brest (défaite 1-0 à domicile). Il marque contre Auxerre le 27 novembre 2017, son dernier but était le 18 mars 2012. il participe à la conquête du titre de Champion de France de Ligue 2 et à la remontée en Ligue 1 des Rémois.
Arrivé à Reims en 2017 après une expérience mitigée à Dijon, il quitte le club lors de la saison 2018-2019.

#### Football Club de Chambly Oise (2019-2021)
Libre depuis son départ du Stade de Reims en juin 2019, à 31 ans, il s'engage le lundi 23 septembre 2019 avec le FC Chambly Oise pour un an, plus une année optionnelle en cas de maintien en Ligue 2. L'aventure se solde en mai 2021 par une relégation en National 1. Sur le plan individuel, le joueur ne fait que 10 matchs en deux saisons dans l'antichambre de l'élite française.

#### Hyères Football Club (depuis 2021)
Le 2 août 2021, il s'engage avec le Hyères Football Club, pensionnaire du National 2.

### Sélection nationale (2011-2012)
Le 26 mai 2011, il est appelé pour la première fois en équipe de France, en raison de l'absence de Yoann Gourcuff. Lors d'une conférence de presse, le jeune joueur affirme n'éprouver « que du bonheur et de la fierté ».
Le 6 juin 2011, il honore sa première sélection lors de la victoire 4-1 face à l'Ukraine en entrant à la 76e minute pour remplacer Yohan Cabaye. Il se distingue en marquant un doublé et en délivrant une passe décisive sur corner à Younès Kaboul qui fêtait aussi sa première sélection en équipe de France. Il devient à cette occasion le dixième joueur français à inscrire un doublé pour sa première sélection, après Just Fontaine (triplé), Jean Vincent, Jean Desgranges, René Gardien, Jacques Faivre, Fleury Di Nallo, Marc Molitor, Zinédine Zidane et Bafétimbi Gomis,. Il est alors comparé à Zinédine Zidane par les observateurs en raison de sa technique, de son poste de meneur de jeu et plus anecdotiquement, de son initiale double, M.M. (Zidane étant surnommé Z.Z.). À la suite de cela, il fut surnommé le « nouveau Zidane » par le journal Le Parisien.
Le 29 mai 2012, Marvin Martin fait partie de l'équipe de France pour l'Euro 2012, emmenée par Laurent Blanc. Avec la nomination de Didier Deschamps à la tête de l'équipe de France, Marvin Martin ne sera appelé qu'une fois, pour le premier match du nouveau sélectionneur (contre l'Uruguay en amical), ne parvenant pas à s'imposer au LOSC et à montrer les qualités entrevues à Sochaux.

## Style de jeu
Marvin est un milieu de terrain offensif, capable d'évoluer dans l'axe, à gauche, à droite, mais aussi au milieu ; considéré comme le leader technique de Sochaux. Endurant, il possède une qualité de passe et une vision de jeu supérieure à la moyenne pour un joueur de son âge, comme en témoigne sa saison 2010-2011, clôturée par le titre de meilleur passeur de Ligue 1, à une passe du record établi en 2002-2003 par Jérôme Rothen (record établi alors que la LFP ne procédait pas encore au comptage).

## Statistiques
| Saison                | Club                   | Championnat           | Championnat | Championnat | Championnat | Coupe nationale | Coupe nationale | Coupe nationale | Coupe de la Ligue | Coupe de la Ligue | Coupe de la Ligue | Compétition(s) continentale(s) | Compétition(s) continentale(s) | Compétition(s) continentale(s) | Compétition(s) continentale(s) | France | France | France | Total | Total | Total |
| Saison                | Club                   | Division              | M.          | B.          | P.d.        | M.              | B.              | P.d.            | M.                | B.                | P.d.              | Comp.                          | M.                             | B.                             | P.d.                           | M.     | B.     | P.d.   | M.    | B.    | P.d.  |
| 2008-2009             | FC Sochaux-Montbéliard | Ligue 1               | 27          | 1           | 5           | 1               | 0               | 0               | 2                 | 0                 | 0                 | -                              | -                              | -                              | -                              | -      | -      | -      | 30    | 1     | 5     |
| 2009-2010             | FC Sochaux-Montbéliard | Ligue 1               | 36          | 2           | 4           | 3               | 2               | 0               | 1                 | 0                 | 0                 | -                              | -                              | -                              | -                              | -      | -      | -      | 40    | 4     | 4     |
| 2010-2011             | FC Sochaux-Montbéliard | Ligue 1               | 37          | 3           | 17          | 3               | 1               | 0               | 1                 | 0                 | 0                 | -                              | -                              | -                              | -                              | 2      | 2      | 1      | 43    | 6     | 18    |
| 2011-2012             | FC Sochaux-Montbéliard | Ligue 1               | 33          | 2           | 8           | -               | -               | -               | 1                 | 0                 | 0                 | C3                             | 2                              | 0                              | 0                              | 12     | 0      | 2      | 48    | 2     | 10    |
| Sous-total            | Sous-total             | Sous-total            | 133         | 8           | 34          | 7               | 3               | 0               | 5                 | 0                 | 0                 | -                              | 2                              | 0                              | 0                              | 14     | 2      | 3      | 161   | 13    | 37    |
| 2012-2013             | LOSC Lille             | Ligue 1               | 32          | 0           | 7           | 3               | 0               | 0               | 3                 | 0                 | 2                 | C1                             | 7                              | 0                              | 0                              | 1      | 0      | 0      | 46    | 0     | 9     |
| 2013-2014             | LOSC Lille             | Ligue 1               | 20          | 0           | 2           | 2               | 0               | 0               | -                 | -                 | -                 | -                              | -                              | -                              | -                              | -      | -      | -      | 22    | 0     | 2     |
| 2014-2015             | LOSC Lille             | Ligue 1               | 6           | 0           | 0           | -               | -               | -               | -                 | -                 | -                 | C3                             | 2                              | 0                              | 0                              | -      | -      | -      | 8     | 0     | 0     |
| 2015-2016             | LOSC Lille             | Ligue 1               | 12          | 0           | 1           | 2               | 0               | 0               | 1                 | 0                 | 0                 | -                              | -                              | -                              | -                              | -      | -      | -      | 15    | 0     | 1     |
| Sous-total            | Sous-total             | Sous-total            | 70          | 0           | 10          | 7               | 0               | 0               | 4                 | 0                 | 2                 | -                              | 9                              | 0                              | 0                              | 1      | 0      | 0      | 91    | 0     | 12    |
| 2016-2017             | Dijon FCO (prêt)       | Ligue 1               | 12          | 0           | 1           | 1               | 0               | 0               | -                 | -                 | -                 | -                              | -                              | -                              | -                              | -      | -      | -      | 13    | 0     | 1     |
| 2017-2018             | Stade de Reims         | Ligue 2               | 16          | 1           | 2           | 2               | 0               | 0               | -                 | -                 | -                 | -                              | -                              | -                              | -                              | -      | -      | -      | 18    | 1     | 2     |
| 2018-2019             | Stade de Reims         | Ligue 1               | 13          | 0           | 1           | -               | -               | -               | -                 | -                 | -                 | -                              | -                              | -                              | -                              | -      | -      | --     | 13    | 0     | 1     |
| Sous-total            | Sous-total             | Sous-total            | 29          | 1           | 3           | 2               | 0               | 0               | -                 | -                 | -                 | -                              | -                              | -                              | -                              | -      | -      | -      | 31    | 1     | 3     |
| 2019-2020             | FC Chambly Oise        | Ligue 2               | 6           | 0           | 0           | -               | -               | -               | -                 | -                 | -                 | -                              | -                              | -                              | -                              | -      | -      | --     | 6     | 0     | 0     |
| 2020-2021             | FC Chambly Oise        | Ligue 2               | 4           | 0           | 0           | -               | -               | -               | -                 | -                 | -                 | -                              | -                              | -                              | -                              | -      | -      | --     | 4     | 0     | 0     |
| Sous-total            | Sous-total             | Sous-total            | 10          | 0           | 0           | -               | -               | -               | -                 | -                 | -                 | -                              | -                              | -                              | -                              | -      | -      | -      | 10    | 0     | 0     |
| 2021-2022             | Hyères FC              | National 2            | 18          | 1           | 0           | 0               | 0               | 0               | -                 | -                 | -                 | -                              | -                              | -                              | -                              | -      | -      | --     | 18    | 1     | 0     |
| 2022-2023             | Hyères FC              | National 2            | 4           | 0           | 0           | 1               | 0               | 0               | -                 | -                 | -                 | -                              | -                              | -                              | -                              | -      | -      | --     | 5     | 0     | 0     |
| Sous-total            | Sous-total             | Sous-total            | 22          | 1           | 0           | 1               | 0               | 0               | -                 | -                 | -                 | -                              | -                              | -                              | -                              | -      | -      | -      | 23    | 1     | 0     |
| Total sur la carrière | Total sur la carrière  | Total sur la carrière | 276         | 10          | 48          | 18              | 3               | 0               | 9                 | 0                 | 2                 | -                              | 11                             | 0                              | 0                              | 15     | 2      | 3      | 329   | 15    | 53    |

### En sélection nationale
| Saison      | TOTAL  | TOTAL | TOTAL  | Phases Finales | Phases Finales | Phases Finales | Phases Finales | Éliminatoires | Éliminatoires | Éliminatoires | Éliminatoires | Matchs Amicaux | Matchs Amicaux | Matchs Amicaux |
| Saison      | Matchs | Buts  | Passes | Type           | Matchs         | Buts           | Passes         | Type          | Matchs        | Buts          | Passes        |                |                |                |
| Saison      | Matchs | Buts  | Passes | Type           | Matchs         | Buts           | Passes         | Type          | Matchs        | Buts          | Passes        | Matchs         | Buts           | Passes         |
| ----------- | ------ | ----- | ------ | -------------- | -------------- | -------------- | -------------- | ------------- | ------------- | ------------- | ------------- | -------------- | -------------- | -------------- |
| 2010 - 2011 | 2      | 2     | 1      | -              | -              | -              | -              | QCE           | -             | -             | -             | 2              | 2              | 1              |
| 2011 - 2012 | 12     | 0     | 2      | E 2012         | 2              | 0              | 0              | QCE           | 4             | 0             | 1             | 6              | 0              | 1              |
| 2012 - 2013 | 1      | 0     | 0      |                |                |                |                |               |               |               |               | 1              | 0              | 0              |
| TOTAL       | 15     | 2     | 3      | -              | 2              | 0              | 0              | QCE           | 4             | 0             | 1             | 9              | 2              | 2              |

Dernière mise à jour le 15 juin 2012

#### Buts internationaux
| 0   | Date        | Lieu                            | Compétition  | Résultat | Adversaire | Détail | Détail        | Détail | Sél. |
| --- | ----------- | ------------------------------- | ------------ | -------- | ---------- | ------ | ------------- | ------ | ---- |
| 1er | 6 juin 2011 | Donbass Arena, Donetsk, Ukraine | Match amical | V 1-4    | Ukraine    | 87e    | du pied droit | 1-2    | 1re  |
| 2e  | 6 juin 2011 | Donbass Arena, Donetsk, Ukraine | Match amical | V 1-4    | Ukraine    | 90+1e  | du pied droit | 1-4    | 1re  |

Dernière mise à jour : 18 juillet 2011

## Palmarès
- Champion de France de Ligue 2 en 2018 avec le Stade de Reims
- Vainqueur de la Coupe Gambardella en 2007 avec le FC Sochaux-Montbéliard

## Distinctions personnelles et records
- Élu meilleur joueur du mois de Ligue 1 en janvier 2011[23]
- Meilleur passeur du championnat de France en 2011 (17 passes)
- Élu révélation de l'année en 2011 par France Football
- Élu joueur de l'année 2011 par le Pays de Montbéliard Agglomération et par les supporters sochaliens
- 3e joueur au record d'invincibilité sous le maillot bleu[24]

## Filmographie
- 2013 : Fonzy d'Isabelle Doval : Lui-même

## Vie privée
Marvin Martin est le demi-frère de Cédric Chouviat qui fut brièvement son agent sportif.